# Taygetis echo
Taygetis echo är en fjärilsart som beskrevs av Pieter Cramer 1779. Taygetis echo ingår i släktet Taygetis och familjen praktfjärilar. Inga underarter finns listade i Catalogue of Life.

## Bildgalleri

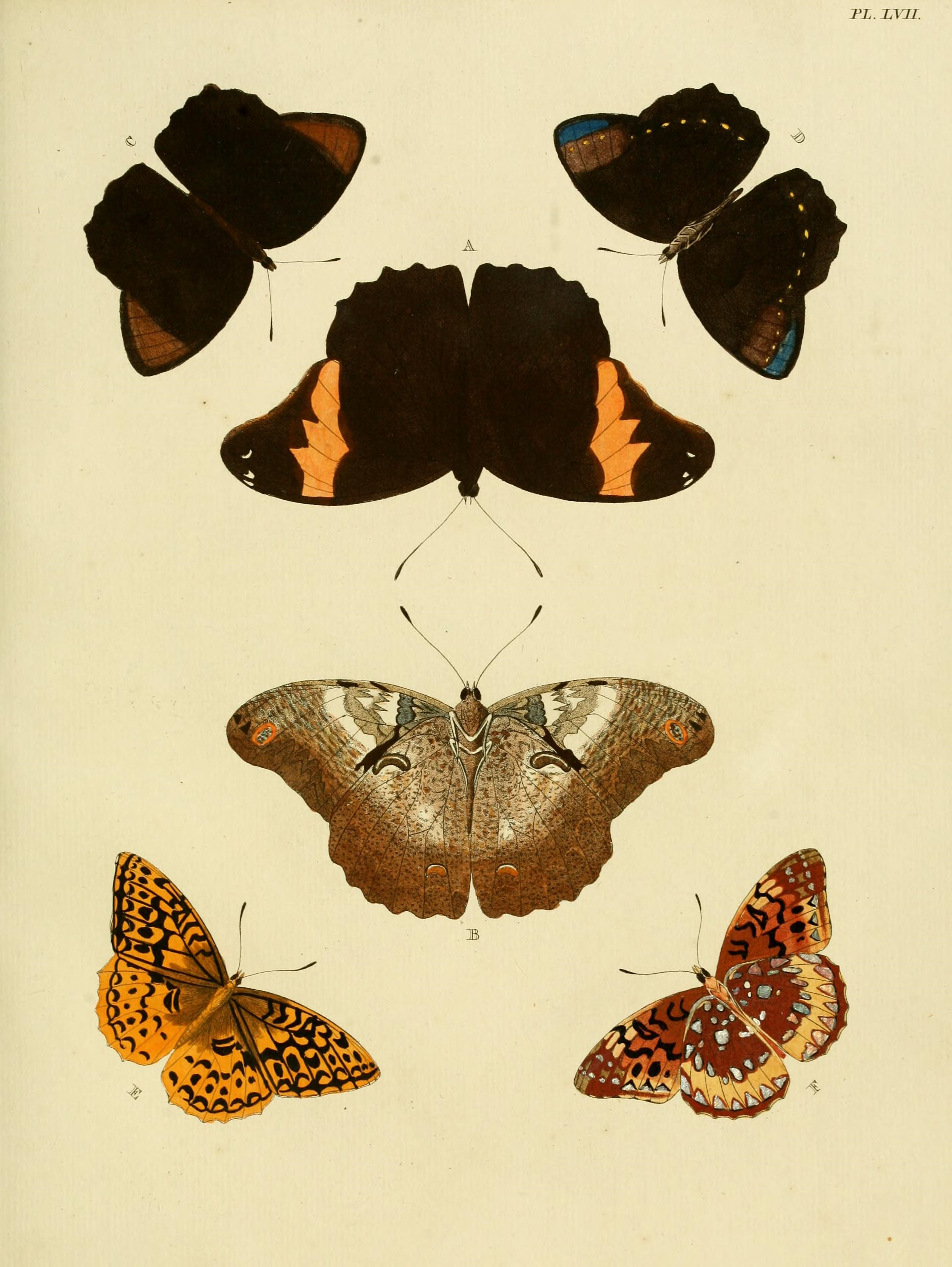